# Violence of Summer (Love's Taking Over)
Violence of Summer (Love's Taking Over) è un singolo del gruppo musicale britannico Duran Duran, pubblicato nel 1990 ed estratto dall'album Liberty.

## Tracce
- 7" (UK)

1. Violence of Summer (Love's Taking Over) (7" Mix) - 3:30
2. Violence of Summer (Love's Taking Over) (The Story Mix) - 3:18

- 12" (UK)

1. Violence of Summer (Love's Taking Over) (The Power Mix) - 4:58
2. Violence of Summer (Love's Taking Over) - 4:20
3. Violence of Summer (Love's Taking Over) (The Story Mix) - 3:18

## Classifiche
| Classifica (1990) | Posizione raggiunta |
| ----------------- | ------------------- |
| Italia            | 4                   |
| Regno Unito       | 20                  |

## Formazione
- Simon Le Bon - voce
- Warren Cuccurullo - chitarra
- John Taylor - basso
- Nick Rhodes - tastiera
- Sterling Campbell - batteria